# وارن فيني سينيور
وارن فيني سينيور (بالإنجليزية: Warren Feeney, Sr.)‏ هو لاعب كرة قدم بريطاني في مركز نصف الجناح، ولد في 1949 في سوانزي في المملكة المتحدة. شارك مع منتخب أيرلندا الشمالية لكرة القدم. أما مع النوادي، فقد لعب مع أردز وستوك سيتي وغلينتوران وليسبورن ديستليري ونادي كروسيدرز ونادي لينفيلد.